# Ostalbkreis
Ostalbkreis là một huyện (Kreis) ở phía Đông bang Baden-Württemberg, Đức.

## Biểu trưng
|  |  |

## Xã và đô thị
| Thị trấn | Xã | |
| --- | --- | --- |
| 1. Aalen 2. Bopfingen 3. Ellwangen (Jagst) 4. Heubach 5. Lauchheim 6. Lorch (Württemberg) 7. Neresheim 8. Oberkochen 9. Schwäbisch Gmünd           | 1. Abtsgmünd 2. Adelmannsfelden 3. Bartholomä 4. Böbingen an der Rems 5. Durlangen 6. Ellenberg 7. Eschach 8. Essingen 9. Göggingen 10. Gschwend 11. Heuchlingen 12. Hüttlingen 13. Iggingen 14. Jagstzell 15. Kirchheim am Ries 16. Leinzell 17. Mögglingen | 1. Mutlangen 2. Neuler 3. Obergröningen 4. Rainau 5. Riesbürg 6. Rosenberg (Ostalb) 7. Ruppertshofen 8. Schechingen 9. Spraitbach 10. Stödtlen 11. Täferrot 12. Tannhausen 13. Unterschneidheim 14. Waldstetten 15. Westhausen (Ostalb) 16. Wört |
| Administrative districts | 1. Abtsgmünd 2. Adelmannsfelden 3. Bartholomä 4. Böbingen an der Rems 5. Durlangen 6. Ellenberg 7. Eschach 8. Essingen 9. Göggingen 10. Gschwend 11. Heuchlingen 12. Hüttlingen 13. Iggingen 14. Jagstzell 15. Kirchheim am Ries 16. Leinzell 17. Mögglingen | 1. Mutlangen 2. Neuler 3. Obergröningen 4. Rainau 5. Riesbürg 6. Rosenberg (Ostalb) 7. Ruppertshofen 8. Schechingen 9. Spraitbach 10. Stödtlen 11. Täferrot 12. Tannhausen 13. Unterschneidheim 14. Waldstetten 15. Westhausen (Ostalb) 16. Wört |
| 1. Aalen 2. Bopfingen 3. Ellwangen 4. Kapfenburg 5. Leintal-Frickenhofer Höhe 6. Rosenstein 7. Schwäbisch Gmünd 8. Schwäbischer Wald 9. Tannhausen | 1. Abtsgmünd 2. Adelmannsfelden 3. Bartholomä 4. Böbingen an der Rems 5. Durlangen 6. Ellenberg 7. Eschach 8. Essingen 9. Göggingen 10. Gschwend 11. Heuchlingen 12. Hüttlingen 13. Iggingen 14. Jagstzell 15. Kirchheim am Ries 16. Leinzell 17. Mögglingen | 1. Mutlangen 2. Neuler 3. Obergröningen 4. Rainau 5. Riesbürg 6. Rosenberg (Ostalb) 7. Ruppertshofen 8. Schechingen 9. Spraitbach 10. Stödtlen 11. Täferrot 12. Tannhausen 13. Unterschneidheim 14. Waldstetten 15. Westhausen (Ostalb) 16. Wört |